# Parc provincial de Birds Hill
Le parc provincial de Birds Hill (anglais : Birds Hill Provincial Park) est un parc provincial du Manitoba situé à 24 km au nord-est de Winnipeg.

## Toponymie
Le parc a été nommé en l'honneur de la famille Bird. Le premier, James Curtis Bird (en) a été engagé comme scribe par la Compagnie de la Baie d'Hudson en 1788. Il est devenu agent principal du district de la rivière Rouge en 1819. On dit qu'il avait une plus grande connaissance du pays que la totalité des officiers de la compagnies réunis. À sa retraite il obtint une terre de 1 250 ha au niveau de la communauté de Birds Hill (en).
Le plus jeune de ses 15 enfants, Curtis James Bird (en) est né en 1838 et est devenu l'une des figures importantes de la nouvelle colonie. Il est devenu médecin et dirigeait une pharmacie à Winnipeg. Il devint le second président de l'Assemblée législative du Manitoba (en). Il décéda de la pneumonie à l'âge de 38 ans.

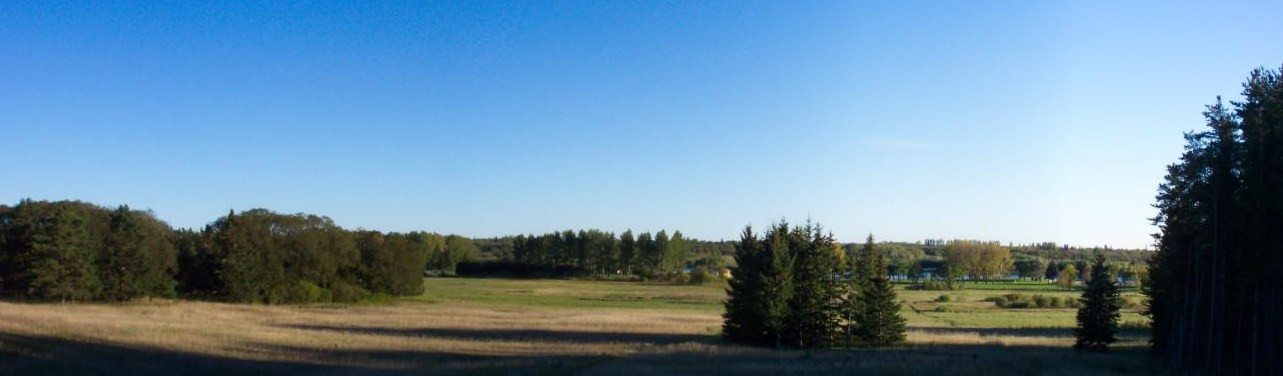
Panorama du parc provincial de Birds Hill